# O.J.: Made in America
O.J.: Made in America is een Amerikaanse misdaaddocumentaire uit 2016 onder regie van Ezra Edelman. De documentaire blikt terug op de ophefmakende rechtszaak uit 1995 waarin gewezen sportman en televisiepersoonlijkheid O.J. Simpson beschuldigd werd van de moord op zijn ex-echtgenote en een kelner.
De documentaire werd in de bioscoop uitgebracht als een meer dan zeven uur durende film en later ook op televisie uitgezonden als een vijfdelige miniserie. In februari 2017 werd O.J.: Made in America bekroond met de Oscar voor beste documentaire.

## Inhoud
In 1994 werd televisiepersoonlijkheid, acteur en gewezen footballspeler O.J. Simpson beschuldigd van de moord op zijn ex-echtgenote Nicole Brown en kelner Ron Goldman. Een jaar later werd hij op een ophefmakend proces met zeer grote mediabelangstelling, en ondanks enkele zware bewijzen tegen hem, vrijgesproken. De documentaire blikt met archiefbeelden en nieuwe interviews terug op de rechtszaak en probeert door dieper in te gaan op zowel Simpsons privéleven, carrière en faam als de raciale spanningen in Los Angeles, en in het bijzonder de gewelddadige relatie tussen de politiediensten en de Afrikaans-Amerikaanse gemeenschap, te schetsen hoe de vrijspraak tot stand kwam.

## Productie
Reeds in 2007 ontstond bij ESPN Films het idee om een documentaire over O.J. Simpson te ontwikkelen. Filmmaker Brett Morgan regisseerde vervolgens voor de ESPN-documentairereeks 30 for 30 de aflevering June 17th, 1994. De 50 minuten durende aflevering werd in 2010 uitgezonden en ging dieper in op de (sport)gebeurtenissen van 17 juni 1994, de dag waarop Simpson na een auto-achtervolging gearresteerd werd.
Connor Schell, vicevoorzitter van ESPN Films, wilde echter nog dieper ingaan op het leven, de carrière en de rechtszaak van Simpson. In februari 2014 werd filmmaker Ezra Edelman benaderd om een vijf uur durende documentaire over het onderwerp te maken. Edelman had aanvankelijk geen interesse om nog maar eens een documentaire over de rechtszaak te filmen, maar toen hij inzag dat hij op basis van de rechtszaak een breder verhaal over de rassenproblematiek in de Verenigde Staten kon vertellen, ging hij toch akkoord.
De documentairemakers verzamelden zo'n 500–600 uur aan beeldmateriaal en interviewden 72 personen, waaronder sleutelfiguren uit de rechtszaak, jeugdvrienden van Simpson, betrokken politie-inspecteurs en Afrikaans-Amerikaanse burgerrechtenactivisten. Simpson zelf werd in een brief gevraagd om aan de documentaire mee te werken, maar hij heeft nooit op de brief geantwoord.

## Release en ontvangst
De bijna acht uur durende documentaire ging op 22 januari 2016 in première op het Sundance Film Festival, waar de film werd vertoond met een intermissie. Later werd de film ook vertoond op onder meer het Tribeca Film Festival. In New York en Los Angeles werd de film in mei 2016 met twee intermissies in de bioscoop uitgebracht. De documentaire kreeg overwegend positieve recensies. Op Rotten Tomatoes heeft de reeks een waarde van 100% en een gemiddelde score van 9,2/10, gebaseerd op 53 recensies. Op Metacritic heeft de film een gemiddelde score van 96/100, gebaseerd op 21 recensies.
Aanvankelijk wilde men de documentaire ook als een driedelige miniserie uitbrengen, met elk deel toespitsend op een andere tijdsperiode (voor, tijdens en na de rechtszaak). Er werd uiteindelijk besloten om het als een vijfdelige miniserie uit te zenden op televisie. De eerste aflevering ging op 11 juni 2016 in première op ABC, waarna de rest op ESPN werd uitgezonden.
In Nederland en België werd de documentaire begin 2017 uitgezonden op respectievelijk NPO 2 en Canvas.
O.J.: Made in America viel ook meermaals in de prijzen. In februari 2017 werd de documentaire bekroond met de Oscar voor beste documentaire. Het brak zo Oorlog en vrede (1967) als de langste film ooit die bekroond werd met een Oscar. Na de zege van O.J.: Made in America werden de regels voor de documentairecategorie aangepast en werden meerdelige documentaires of miniseries niet langer toegelaten.